# Yargatenga
Pour le département, voir Yargatenga (département).
Ne doit pas être confondu avec Yalgatenga.
Yargatenga est une commune située dans le département du Yargatenga, dont elle est le chef-lieu, de la province de Koulpélogo dans la région du Centre-Est au Burkina Faso.

## Santé et éducation
Yargatenga accueille un centre de santé et de promotion sociale (CSPS).